# 2-я гвардейская танковая дивизия
2-я гвардейская танковая Тацинская Краснознамённая, ордена Суворова дивизия (сокр. 2 гв. тд, в/ч 49539) — тактическое соединение в составе Сухопутных войск СССР и России.

## История соединения
2-я гвардейская танковая дивизия ведёт свою историю с 1942 года, с момента формирования 2-го гвардейского танкового Тацинского Краснознамённого, ордена Суворова корпуса.
В июле 1945 года 2-й гвардейский танковый корпус был переформирован во 2-ю гвардейскую танковую дивизию, с передачей дивизии наград и почётного наименования. Местом дислокации был определен город Выру (Эстонская ССР). Дивизия подчинялась непосредственно Ленинградскому военному округу (ЛВО).
С начала 1956 года в связи с введением новой системы военных округов, в результате которой был образован Прибалтийский военный округ (ПрибВО), дивизия была передислоцирована во Владимирский лагерь (основные части) и Гарболово (штаб), оставаясь в подчинении ЛенВО.
В апреле 1968 года 272-й гвардейский мотострелковый Краснознамённый, ордена Суворова полк дивизии был передан в состав 41-й мотострелковой дивизии (послевоенного формирования). Взамен из состава 41-й мсд был переподчинён 456-й мотострелковый полк (рокировка была обусловлена вводом войск 39-й армии в МНР). Весной 1970 года дивизия (являвшаяся единственной танковой дивизией ЛенВО) была передислоцирована в МНР в г. Чойбалсан, войдя в состав 39-й общевойсковой армии ЗабВО. После убытия дивизии во Владимирском лагере была сформирована кадрированная 250-я запасная мотострелковая дивизия ЛенВО.
В связи с выводом советских войск из Монголии и расформированием 39-й общевойсковой армии, дивизия весной 1990 года была расквартирована на советской территории (ст. Безречная, в/ч 49539, и ст. Мирная, ЗабВО).
Весной 2001 года дивизия переформирована в 3742-ю ЦБРТ, расформирована в 2005 году, награды и почётное наименование дивизии переданы 245-й мотострелковой дивизии (послевоенного формирования) (в Гусиноозерске).
С 2009 года сформирована 5-я отдельная гвардейская танковая Тацинская Краснознамённая, ордена Суворова бригада с местом дислокации на территории Нижнего городка в гарнизоне «Дивизионная», Улан-Удэ (ЗабВО; 51°53′35″ с. ш. 107°31′22″ в. д.).

## Состав соединения
На конец 1980-х годов в состав 2-й гв. тд входили следующие части:
- Управление дивизии (штаб, в/ч 59263) — Чойбалсан
- 4-й гвардейский танковый Минский Краснознамённый, орденов Суворова и Кутузова полк имени 50-летия СССР[b] (в/ч 91358 (г. Чойбалсан), с 1990-го в/ч 75113 (Безречная))
- 90-й гвардейский танковый Минский Краснознамённый, ордена Кутузова полк[4] (в/ч 34573 (г. Чойбалсан); с 1987-го в/ч 57307 (ст. Мирная))
- 268-й гвардейский танковый Ельнинский Краснознамённый полк (в/ч 33554) (г. Чойбалсан)
- 456-й мотострелковый полк (в/ч 96004) (г. Чойбалсан)
- 873-й самоходный артиллерийский Минский ордена Александра Невского полк (в/ч 35680) (г. Чойбалсан)
- 1108-й гвардейский  Львовский орденов Кутузова 3 степени, Богдана Хмельницкого 2 степени, Александра Невского зенитный ракетный полк (в/ч 21484 (г. Чойбалсан); с 1990-го ст. Безречная в/ч 64047)
- 201-й отдельный ракетный дивизион (в/ч 22453) (г. Чойбалсан)
- 79-й отдельный разведывательный батальон (в/ч 41515) (г. Чойбалсан)
- 51-й отдельный инженерно-сапёрный Минский ордена Красной Звезды батальон (в/ч 45884) (г. Чойбалсан)
- 1-й отдельный гвардейский батальон связи (в/ч 44620) (г. Чойбалсан)
- 338-я отдельная рота химической защиты (в/ч 48302) (г. Чойбалсан)
- 139-й отдельный ремонтно-восстановительный батальон (в/ч 64430) (г. Чойбалсан)
- 159-й отдельный медико-санитарный батальон (в/ч 61432 (г. Чойбалсан); с 1990-го ст. Безречная)
- 1084-й отдельный батальон материального обеспечения (в/ч 62813) (г. Чойбалсан)
- отдельная комендантская рота (г. Чойбалсан)
- ОВКР (г. Чойбалсан)